# Bruno Pereirinha
Bruno Alexandre Marques Pereirinha (Rio de Mouro, 2 marzo 1988) è un ex calciatore portoghese, di ruolo centrocampista o difensore.

## Biografia
Nato a Sintra, provincia di Lisbona, è figlio dell'ex calciatore Joaquim Pereirinha, difensore degli anni settanta-ottanta.

## Caratteristiche tecniche
Il suo primo tecnico, Rui Dias, lo descrisse come «un genio! Si tratta di un giocatore che ha un'accelerazione straordinaria. Dà il meglio di sé come intermedio di centrocampo e come ala destra». In patria veniva paragonato, per la sua duttilità tattica, al suo coetaneo e connazionale Fábio Coentrão, agente sulla fascia mancina.

## Carriera

### Club

#### Sporting CP e i vari prestiti
Pereirinha cresce calcisticamente nelle giovanili del Belenenses, dove rimane per due anni, al termine dei quali si trasferisce nell'Academy dello Sporting Lisbona, squadra con la quale esordisce nel grande calcio nel 2007 dopo aver giocato in prestito nell'Olivais e Moscavide. Il suo esordio nella Primeira Liga avviene il 13 gennaio 2007, disputando 20 minuti di gara nel pareggio esterno contro il Belenenses, squadra nella quale ha iniziato la sua carriera.
Il 13 marzo 2008, nella gara di ritorno degli ottavi di finale di Coppa UEFA contro il Bolton Wanderers, Pereirinha ha segnato all'85' della partita la rete della vittoria che ha consentito allo Sporting di accedere ai quarti di finale. Il centrocampista portoghese aveva segnato anche nel turno precedente contro il Basilea.
Nelle annate seguenti viene impiegato con continuità ma spesso subentrando dalla panchina. Il 21 marzo 2009, nel derby di Lisbona di Taça da Liga contro il Benfica, valevole per l'assegnazione del torneo, segna il gol del vantaggio per lo Sporting, che viene ripreso dalle Águias e sconfitto poi ai calci di rigore.
Il 22 giugno 2010 passa in prestito al Vitória Guimarães e, dopo circa sei mesi, è acquistato sempre con la formula del prestito dai greci del Kavala.
Nelle annate successive, una volta rientrato allo Sporting, accusa un infortunio al ginocchio, tant'è che viene impiegato a partire dal 2012 esclusivamente con la squadra riserve del club lusitano.

#### Lazio
Il 30 gennaio 2013 viene tesserato dalla società italiana della Lazio, che gli fa firmare un contratto triennale una volta che il calciatore portoghese si era svincolato dallo Sporting Lisbona. Il 3 febbraio seguente esordisce con la maglia biancoceleste, sostituendo Cristian Brocchi al 71', nella sconfitta per 3-2 contro il Genoa.
Il 26 maggio 2013 vince la Coppa Italia battendo in finale la Roma per 1-0.
Il 20 maggio 2015 perde la finale di Coppa Italia: la Lazio viene battuta dalla Juventus per 2-1 dopo i tempi supplementari.
Il 15 luglio 2015, dopo 2 stagioni e mezzo, rescinde il proprio contratto che lo legava alla società romana; il centrocampista lascia la Lazio con un totale di 27 presenze.

#### Atlético Paranaense
Dopo aver rescisso con la società italiana della Lazio, vola in Brasile per firmare con l'Atlético Paranaense. Fa il suo esordio, con la nuova maglia, il 25 luglio 2015 subentrando a Eduardo, a 15 minuti dalla fine, nella partita vinta, per 1-2, contro l'Avaí. Il 15 ottobre successivo mette a segno il suo primo gol in terra brasiliana, in occasione della partita casalinga pareggiata, per 2-2, contro il Cruzeiro; non andava in gol dal 18 dicembre 2010 quando vestiva la maglia del Vitória Guimarães. Conclude la sua prima stagione in Brasile con 11 presenze e 1 rete.

#### Ritorno in patria e ritiro
Il 14 luglio 2017, Pereirinha firma per il Belenenses SAD, tornando in patria dopo 4 anni. Per il club, totalizzerà in una stagione solo 16 presenze, data anche la fase calante della sua carriera.
Il 19 settembre 2018, firma per il Cova da Piedade, militante nella Terceira Liga. Questa sarà la sua ultima esperienza nel calcio giocato perché a fine stagione, dopo aver collezionato 15 presenze ufficiali per il club, si ritira dal calcio giocato a soli 31 anni.

### Nazionale
Pereirinha ha fatto parte delle nazionali giovanili portoghesi, dall'Under-19 fino all'Under-21 passando per l'Under-20, con la quale nel 2007 partecipa al Campionato mondiale Under-20 svoltosi in Canada.
Nel 2009, in occasione del XIII Torneio Internacional da Madeira, durante la partita contro il Capo Verde, viene scelto dall'allenatore Carlos Queiroz per battere il calcio di rigore: Bruno decide di battere il tiro dagli undici metri passando il pallone a un compagno di squadra che dovrebbe calciare in porta senza essere disturbato da nessuno, fallendo nel loro intento poiché un difensore avversario intuì tutto e anticipò Rui Pedro spazzando via la palla. Vista la situazione, l'allenatore Queiroz sospese entrambi i giocatori dal torneo.

## Statistiche

### Presenze e reti nei club
Statistiche aggiornate al 5 maggio 2019.
| Stagione               | Squadra                | Campionato             | Campionato | Campionato | Coppe nazionali | Coppe nazionali | Coppe nazionali | Coppe continentali | Coppe continentali | Coppe continentali | Altre coppe | Altre coppe | Altre coppe | Totale | Totale |
| Stagione               | Squadra                | Comp                   | Pres       | Reti       | Comp            | Pres            | Reti            | Comp               | Pres               | Reti               | Comp        | Pres        | Reti        | Pres   | Reti   |
| ---------------------- | ---------------------- | ---------------------- | ---------- | ---------- | --------------- | --------------- | --------------- | ------------------ | ------------------ | ------------------ | ----------- | ----------- | ----------- | ------ | ------ |
| 2006-gen. 2007         | Olivais e Moscavide    | SL                     | 9          | 0          | -               | -               | -               | -                  | -                  | -                  | -           | -           | -           | 9      | 0      |
| gen.-giu. 2007         | Sporting Lisbona       | PL                     | 11         | 1          | TP              | 0               | 0               | -                  | -                  | -                  | -           | -           | -           | 11     | 1      |
| 2007-2008              | Sporting Lisbona       | PL                     | 23         | 0          | TP+TL           | 0+2             | 0+0             | UCL+CU             | 3+6                | 0+2                | ST          | 0           | 0           | 34     | 2      |
| 2008-2009              | Sporting Lisbona       | PL                     | 25         | 1          | TP+TL           | 0+4             | 0+1             | UCL                | 8                  | 0                  | ST          | 1           | 0           | 38     | 2      |
| 2009-2010              | Sporting Lisbona       | PL                     | 17         | 0          | TP+TL           | 3+2             | 0+0             | UCL+UEL            | 4+5                | 0+0                | -           | -           | -           | 31     | 0      |
| 2010-gen. 2011         | Vitória Guimarães      | PL                     | 10         | 1          | TP+TL           | 1+0             | 0+0             | -                  | -                  | -                  | -           | -           | -           | 11     | 1      |
| gen.-giu. 2011         | Kavala                 | SL                     | 13         | 0          | CG              | 0               | 0               | -                  | -                  | -                  | -           | -           | -           | 13     | 0      |
| 2011-2012              | Sporting Lisbona       | PL                     | 11         | 0          | TP+TL           | 2+0             | 0+0             | UEL                | 11                 | 0                  | -           | -           | -           | 24     | 0      |
| Totale Sporting CP     | Totale Sporting CP     | Totale Sporting CP     | 87         | 2          |                 | 13              | 1               |                    | 37                 | 2                  |             | 1           | 0           | 138    | 5      |
| 2012-gen. 2013         | Sporting Lisbona B     | SL                     | 3          | 0          | -               | -               | -               | -                  | -                  | -                  | -           | -           | -           | 3      | 0      |
| gen.-giu. 2013         | Lazio                  | A                      | 8          | 0          | CI              | 0               | 0               | UEL                | 3                  | 0                  | -           | -           | -           | 11     | 0      |
| 2013-2014              | Lazio                  | A                      | 11         | 0          | CI              | 0               | 0               | UEL                | 0                  | 0                  | SI          | 0           | 0           | 11     | 0      |
| 2014-2015              | Lazio                  | A                      | 3          | 0          | CI              | 2               | 0               | -                  | -                  | -                  | -           | -           | -           | 5      | 0      |
| Totale Lazio           | Totale Lazio           | Totale Lazio           | 22         | 0          |                 | 2               | 0               |                    | 3                  | 0                  |             | -           | -           | 27     | 0      |
| lug.-dic. 2015         | Athl. Paranaense       | PD/PA+A                | 0+7        | 0+1        | CB              | 0               | 0               | CS                 | 4                  | 0                  | -           | -           | -           | 11     | 1      |
| 2016                   | Athl. Paranaense       | PD/PA+A                | 2+0        | 0          | CB              | 1               | 0               | -                  | -                  | -                  | -           | -           | -           | 3      | 0      |
| Totale Atl. Paranaense | Totale Atl. Paranaense | Totale Atl. Paranaense | 2+7        | 0+1        |                 | 1               | 0               |                    | 4                  | 0                  |             | -           | -           | 14     | 1      |
| 2017-2018              | Belenenses             | PL                     | 16         | 0          | TP+TL           | 0+2             | 0+0             | -                  | -                  | -                  | -           | -           | -           | 18     | 0      |
| 2018-2019              | Cova da Piedade        | LPro                   | 15         | 0          | TP              | 3               | 0               | -                  | -                  | -                  | -           | -           | -           | 18     | 0      |
| Totale carriera        | Totale carriera        | Totale carriera        | 185        | 4          |                 | 22              | 1               |                    | 44                 | 2                  |             | 1           | 0           | 251    | 7      |

## Palmarès

### Club

#### Competizioni nazionali
- Coppa del Portogallo: 2

Sporting Lisbona: 2006-2007, 2007-2008
- Supercoppa di Portogallo: 2

Sporting Lisbona: 2007, 2008
- Coppa Italia: 1

Lazio: 2012-2013

#### Competizioni statali
- Campionato Paranaense: 1

Atl. Paranaense: 2016